# 알숭가시

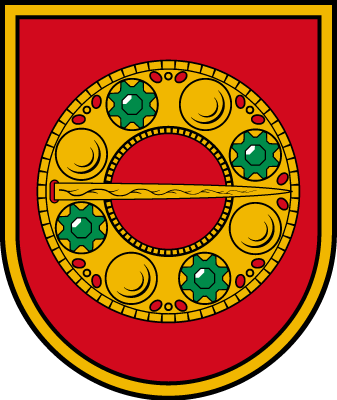
시 문장

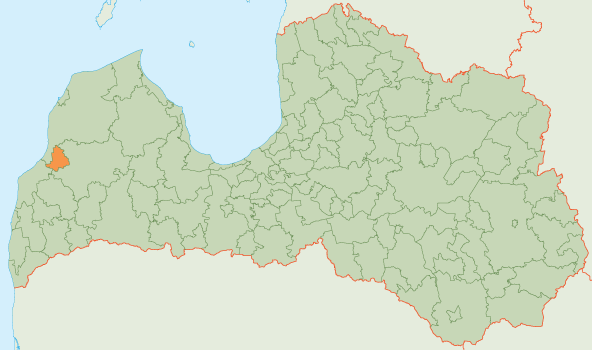
알숭가 시의 위치

알숭가시(라트비아어: Alsungas novads)는 라트비아의 지방 자치체로 행정 중심지는 알숭가이며 면적은 190km2, 인구는 1,620명(2010년 기준), 인구 밀도는 8.5명/km2이다.

## 같이 보기
- 라트비아의 행정 구역